# Фернандо Шефер
Фернандо Муленберг Шефер (порт. Fernando Muhlenberg Scheffer; Каноас, 6. април 1998) бразилски је пливач чија ужа специјалност су трке слободним стилом на 200 и 400 метара. Вишеструки је национални рекордер и репрезентативац. 

## Спортска каријера
Шефер је дебитовао на међународној сцени на Светском првенству у малим базенима у Виндзору 2016, где му је најбољи резултат било 25. место у квалификацијама трке на 200 метара слбободним стилом.
Први значајнији успех постигао је током априла 2018. на Пливачком митингу Марије Ленк у Рију где је успео да исплива нови рекорд Јужне Америке у трци на 200 метара слободно (време од 1:46,08 минута), а три дана касније поставио је и нови континентални рекорд у трци на 400 слободно, у времену 3:49,06 минута.
Током 2018. је постигао неколико веома запажених резултата на међународним такмичењима. Прво је на Јужноамеричким играма у Кочабамби освојио две златне и једну сребрну медаљу, потом је заузео четврто место у финалу трке на 200 слободно на Панпацифичком првенству у Токију, да би на крају године освојио титулу светског првака у трци штафета 4×200 слободно на Светском првенству у малим базенима у Хангџоуу. Бразилска штафета, за коју су у том финалу поред Шефера пливали још и Мело, Сантос и Кореја, испливала је и нови светски рекорд у времену 6:46,81 минута.
На пливачком митингу у Порто Алегреу одржаном 21. децембра 2018, Шефер је испливао нови јужноамерички рекорд на 200 слободно, а његово време од 1:45,51 мин је уједно било и четврто најбрже време у свету у тој дисциплини те године.
Шефер је на светским првенствима у великим базенима дебитовао у корејском Квангџуу 2019, где се такмичио у две дисциплине. У трци на 200 слободно заузео је девето место у полуфиналу и није успео да се палсира у финале, док је бразилска штафета на 4×200 слободно, за коју је пливао другу измену, у финалу заузела седмо место, изборивши тако директан пласман на предстојеће Олимпијске игре у Токију. Био је то уједно и први пласман бразилске штафете на 4×200 слободно у финале неког од светских првенстава у великим базенима.
Десетак дана након светског првенства Шефер је по први пут учествовао и на Панамеричким играма које су се те године одржале у Лими, а где је освојио три медаље, злата у трцкама на 200 слободно и 4×200 слободно и сребро у трци на 400 слободно.